# Semidalis deemingi
Semidalis deemingi is een insect uit de familie van de dwerggaasvliegen (Coniopterygidae), die tot de orde netvleugeligen (Neuroptera) behoort. 
De wetenschappelijke naam Semidalis deemingi is voor het eerst geldig gepubliceerd door Meinander in 1975.